# Башкентрай
Башкентрай — система пригородных электричек, обслуживающая Анкару и её окрестности.

## История
Строительство железной дороги до Синджана завершилось в 1892 году, по ней начали ездить несколько поездов ежедневно (локомотив и три вагона). Однако после передачи дороги компании Турецких железных дорог началась модификация дороги и введение в эксплуатацию новых поездов. В 1972 году состоялась электрификация, были введены в эксплуатацию поезда E14000. С 2010 года ходят новые поезда E23000.
11 июля 2016 года станция была закрыта на 18 месяцев в связи с необходимостью капитального ремонта и переделки линий.

## Станции
- Синджан
- Лале (2 км)
- Эрьяман (5 км)
- Эмирлер (6 км)
- Гюнеш (10 км)
- Этимесгут (11 км)
- Субаевлери (14 км)
- Хавадурагы (16 км)
- Йылдырым (18 км)
- Бехичбей (26 км)
- Маршандыз (29 км)
- Бульвар Анадолу
- Мотор Фабрикасы (32 км)
- Гази (34 км)
- Чифтлик
- Гази Махаллеси (35 км)
- Ипподром (37 км)
- Бульвар Мевлана
- Казым Карабекир Каддеси
- Вокзал Анкары, автостанция Малтепе (25 км)
- Бульвар Ататюрка
- Станция метро Сиххийе
- Йенишехир (42 км)
- Аднан Сайгун Каддеси
- Думлупынар Каддеси
- Автостанция Куртулуш (43 км)
- Джебеджи (45 км)
- Демирлибахче (45 км)
- Гюлверен (47 км)
- Саймекадын (48 км)
- Мамак (51 км)
- Багдереси (53 км)
- Юрегил (55 км)
- Топкая (56 км)
- Кёстендже (58 км)
- Кайяш (60 км)